# Romilda del Friul
Romilda o Ramhilde (muerta en 611), fue duquesa consorte del Friul por su matrimonio con el duque Gisulfo II del Friul. Sirvió brevemente como regente del Friul en 611, durante la invasión de los ávaros panonios.
Romilda era al parecer hija de Garibaldo I de Baviera. Se casó con Gisulfo II del Friul, y fue madre de cuatro hijos: Taso, Caco, Radoaldo y Grimoaldo, y cuatro hijas entre las cuales Appa y Geila (o Gaila), casadas respectivamente con el rey de los alamanes y el príncipe de los bávaros, probablemente Garibaldo II de Baviera. 
En 611, el ducado del Friul fue invadido por los ávaros panonios bajo su rey Bayan II. El duque lombardo se presentó ante ellos con un contingente que resultó ser insuficiente; Gisulfo II murió en el campo de batalla, y los ávaros pasaron a asediar la capital Friuli, la cual fue defendida por Romilda, que había tomado el mando como regente. Romilda ofreció al rey Bayan II entregar la ciudad pacíficamente, si aceptaba la paz a cambio de un matrimonio entre ellos. Bayan II aceptó la oferta, y levantó el asedio. Sin embargo, cuando Romilda abrió las puertas de la ciudad, Friuli fue saqueada por las tropas de Bayan II, que rompió su palabra, y sus habitantes esclavizados. Según se dice pasó la noche con Romilda como marido y mujer, pero después la entregó a doce de sus soldados para que la violaran en grupo. Después de esto, ordenó que la empalaran en medio del campamento, diciéndole: "Este es el marido que mereces". Sus hijos consiguieron subir a dos caballos y huir. 
Romilda sufrió una mala reputación en la historia porque Pablo el Diácono, en su crónica del siglo siguiente afirmó que hizo la oferta de matrimonio a Bayan II tras ver desde las murallas que era joven y hermoso, actuando por atracción personal y traicionando a su ciudad por lujuria. Sin embargo, firmar la paz a través de una propuesta de alianza matrimonial era de hecho un método de paz política común y aceptado en la época.